# Стів Гуттенберг
Стів Гу́ттенберг (англ. Steve Guttenberg; народився 24 серпня 1958, Бруклін, Нью-Йорк) — американський актор, продюсер, сценарист і режисер. Став відомим у 1980-х роках після серії головних ролей у таких фільмах, як «Кокон», «Троє чоловіків і немовля», «Поліцейська академія», «Коротке замикання».

## Біографія
Актор народився у Брукліні. Батьки: мати — Енн Айріс Ньюмен, асистент хірурга, батько — Джером Стенлі Гуттенберг, інженер-електрик. Стів виховувався в єврейських традиціях. Закінчив Джульярдську школу, після чого вступив до Державного університету Нью-Йорка та Університету штату Каліфорнії в Лос-Анджелесі.

## Фільмографія

### Актор
| Рік       |    | Українська назва                                   | Оригінальна назва                        | Роль                |
| --------- | -- | -------------------------------------------------- | ---------------------------------------- | ------------------- |
| 1977      | тф | Дещо для Джої                                      | Something for Joey                       | Майк Каппеллетті    |
| 1977      | ф  | Російські гори                                     | Rollercoaster                            | посланець           |
| 1977      | ф  | Хроніки курки                                      | The Chicken Chronicles                   | Девід Кесслер       |
| 1978      | ф  | Хлопці з Бразилії                                  | The Boys from Brazil                     | Баррі Колер         |
| 1979      | с  | Сім'я                                              | Family                                   | Філіп               |
| 1979      | с  | Біллі                                              | Billy                                    | Біллі Фішер         |
| 1979      | ф  | Гравці                                             | Players                                  | Расті               |
| 1980      | ф  | Музику не зупинити                                 | Can't Stop the Music                     | Джек Морелл         |
| 1980      | тф | У гонці вітер                                      | To Race the Wind                         | Гарольд Кренц       |
| 1981      | тф | Чудо на льоду                                      | Miracle on Ice                           | Джим Крейг          |
| 1982      | с  |                                                    | No Soap, Radio                           | Роджер              |
| 1982      | ф  | Забігайлівка                                       | Diner                                    | Едді Сіммонс        |
| 1983      | ф  | Людина, якої не було                               | The Man Who Wasn't There                 | Сем Купер           |
| 1983      | тф | Наступного дня                                     | The Day After                            | Стівен Кляйн        |
| 1984      | тф | Тхір                                               | The Ferret                               | Сем Валенті         |
| 1984      | ф  | Поліцейська академія                               | Police Academy                           | Кері Магоні         |
| 1985      | ф  | Поліцейська академія 2: Їх перше завдання          | Police Academy 2: Their First Assignment | Кері Магоні         |
| 1985      | ф  | Кокон                                              | Cocoon                                   | Джек Боннер         |
| 1985      | ф  | Погані ліки                                        | Bad Medicine                             | Джефф Маркс         |
| 1986      | с  | Розповіді й легенди долини                         | Tall Tales & Legends                     | Пекос Білл          |
| 1986      | ф  | Поліцейська академія 3: Знову до академії          | Police Academy 3: Back in Training       | сержант Кері Магоні |
| 1986      | ф  | Коротке замикання                                  | Short Circuit                            | Ньютон Кросбі       |
| 1987      | ф  | Вікно спальні                                      | The Bedroom Window                       | Террі Ламберт       |
| 1987      | ф  | Поліцейська академія 4: Квартальна охорона порядку | Police Academy 4: Citizens on Patrol     | сержант Кері Магоні |
| 1987      | ф  | Амазонки на Місяці                                 | Amazon Women on the Moon                 | Джеррі              |
| 1987      | ф  | Йти на поступки                                    | Surrender                                | Марті               |
| 1987      | ф  | Троє чоловіків і немовля                           | 3 Men and a Baby                         | Майкл Келлі         |
| 1988      | ф  | Бадьорість духів                                   | High Spirits                             | Джек Кроуфорд       |
| 1988      | ф  | Кокон 2: Повернення                                | Cocoon: The Return                       | Джек Боннер         |
| 1990      | ф  | Не говори їй, що це я                              | Don't Tell Her It's Me                   | Гас Кубічек         |
| 1990      | ф  | Троє чоловіків і маленька леді                     | 3 Men and a Little Lady                  | Майкл               |
| 1993      | с  | CBS Особливі шкільні канікули                      | CBS Schoolbreak Special                  | Том Гардгроу        |
| 1995      | ф  | Азбука футболу                                     | The Big Green                            | Шериф Том Палмер    |
| 1995      | ф  | Додому на свята                                    | Home for the Holidays                    | Вальтер Ведман      |
| 1995      | ф  | Двоє: Я і моя тінь                                 | It Takes Two                             | Роджер Каллавей     |
| 1997      | ф  | Зевс і Роксана                                     | Zeus and Roxanne                         | Террі Барнетт       |
| 1997      | в  | Каспер: Початок                                    | Casper: A Spirited Beginning             | Тім Карсон          |
| 1997      | тф | Вежа жаху                                          | Tower of Terror                          | Базз Крокер         |
| 1998      | ф  | Повітряний спецназ                                 | Airborne                                 | Білл МакНіл         |
| 1998      | ф  | На межі                                            | Overdrive                                | Метт Стрікер        |
| 1998      | ф  | Домашня команда                                    | Home Team                                | містер Батлер       |
| 2002      | ф  | P.S. Ваш кіт мертвий                               | P.S. Your Cat Is Dead!                   | Джиммі Зул          |
| 2003      | кф | Незнайомець                                        | The Stranger                             | Незнайомець         |
| 2004      | тф | Самотній Санта шукає місіс Клаус                   | Single Santa Seeks Mrs. Claus            | Нік                 |
| 2004      | с  | Ракетна міць                                       | Rocket Power                             | Біллі Джо           |
| 2005—2006 | с  | Вероніка Марс                                      | Veronica Mars                            | Вуді Гудман         |
| 2005      | тф | Пригоди «Посейдона»                                | The Poseidon Adventure                   | Річард Кларк        |
| 2005      | тф | Знайомтесь із Сантами                              | Meet the Santas                          | Нік                 |
| 2005      | ф  | Доміно                                             | Domino One                               | Кейсі               |
| 2006      | ф  | Телефонна будка в Мохаве                           | Mojave Phone Booth                       | Баррі               |
| 2007      | с  | Закон і порядок: Злочинний намір                   | Law & Order: Criminal Intent             | Клей Даррен старший |
| 2008      | ф  | Джексон                                            | Jackson                                  | бізнесмен           |
| 2008      | ф  | Кінозірка в погонах                                | Major Movie Star                         | Сідні Грін          |
| 2009      | ф  | Веселка Шеннон                                     | Shannon's Rainbow                        | Ед                  |
| 2009      | ф  | Фатальний порятунок                                | Fatal Rescue                             | Джейкоб Джонс       |
| 2009      | ф  | Золоті ретривери                                   | The Gold Retrievers                      | Вейд                |
| 2009      | ф  | Хейді: Подорож в Альпи                             | Heidi 4 Paws                             | Себастьян           |
| 2009      | ф  | Ти — мені, я — тобі                                | Help Me, Help You                        | Стів                |
| 2009      | ф  | Ігри приречених                                    | Cornered!                                | Морті               |
| 2010      | ф  | Ай Лав Ю                                           | Ay Lav Yu                                | Крістофер           |
| 2010      | с  | Майстри вечірок                                    | Party Down                               | Стів Гуттенберг     |
| 2010      | кф |                                                    | Duckwalls                                | Міккі Бінс          |
| 2011      | ф  | Це не ти                                           | A Novel Romance                          | Нейт Шепард         |
| 2012      | ф  | Створити зміни                                     | Making Change                            | Трефтон             |
| 2012      | в  | Ельдорадо                                          | Eldorado                                 | Джей Джей           |
| 2012      | ф  | Я, тато і собака                                   | I Heart Shakey                           | Стаббс              |
| 2013      | ф  | Полохливий                                         | Quick to Duck                            | Міккі Бінс          |
| 2014      | ф  | На вершині піраміди                                | At the Top of the Pyramid                | Діксон              |
| 2014      | ф  | Злиття                                             | Affluenza                                | Філіп Міллер        |
| 2015      | с  | Сини свободи                                       | Sons of Liberty                          | Джек Боннер         |
| 2015      | с  | Однокурсники                                       | Community                                | Морі                |
| 2015      | с  | Таємниці Лаури                                     | The Mysteries of Laura                   | Стів Гуттенберг     |
| 2015      | тф |                                                    | Lavalantula                              | Колтон Вест         |
| 2018      | ф  | Містер Олімпія                                     | Bigger                                   | Луї Уайдер          |
| 2020      | ф  | Фестиваль Ріфкіна                                  | Rifkin's Festival                        | Джек                |

### Режисер, продюсер
| Рік  |   | Українська назва              | Оригінальна назва       | Роль                         |
| ---- | - | ----------------------------- | ----------------------- | ---------------------------- |
| 1988 | с | CBS Особливі шкільні канікули | CBS Schoolbreak Special | продюсер                     |
| 1993 | с | CBS Особливі шкільні канікули | CBS Schoolbreak Special | режисер                      |
| 2002 | ф | P.S. Ваш кіт мертвий          | P.S. Your Cat Is Dead!  | режисер, продюсер, сценарист |
| 2011 | ф | Це не ти                      | A Novel Romance         | продюсер                     |
| 2012 | ф | Створити зміни                | Making Change           | продюсер                     |